# Benk
Benk – wieś w północno-wschodniej części Węgier, w komitacie Szabolcs-Szatmár-Bereg, w powiecie Záhony, położona nad rzeką Cisą.